# Xirókampos (ort i Grekland, Epirus, Nomós Prevézis)
Xirókampos är en ort i Grekland.   Den ligger i prefekturen Nomós Prevézis och regionen Epirus, i den centrala delen av landet, 280 km nordväst om huvudstaden Aten. Xirókampos ligger 606 meter över havet och antalet invånare är 109.
Terrängen runt Xirókampos är varierad. Runt Xirókampos är det ganska glesbefolkat, med 29 invånare per kvadratkilometer. Närmaste större samhälle är Arta, 18,1 km söder om Xirókampos. Trakten runt Xirókampos består till största delen av jordbruksmark.